# أبو الحسن علي المنوفي
نور الدين أبو الحسن علي المنوفي (857 - 939 هـ = 1453 - 1532 م) فقيه مالكي، محدث، نحوي، لغوي، ومتصوف على الطريقة الشاذلية، اشتهر بشروحه على رسالة ابن أبي زيد القيرواني وخصوصاً شرحه المسمّى (كفاية الطالب الرباني لرسالة ابن أبي زيد القيرواني).

## اسمه
هو: نور الدين أبو الحسن علي بن ناصر الدين محمد بن محمد بن محمد بن خلف بن جبريل، المنوفي المصري المالكي الشاذلي.

## مولده
ولد بالقاهرة بعد العصر 3 رمضان سنة 857 هـ / 1453 م.

## شيوخه
أخذ الفقه والنحو وغيره عن جماعة من العلماء، منهم:
- تقي الدين الحصني.
- جلال الدين السيوطي.
- الكمال بن أبي شريف.
- نور الدين السنْهوري.
- نور الدين الفيومي.
- شمس الدين الجوجري.
- الشهاب ابن الأقطع.
- الأخوين عبد القادر وعبد الغنى بن تقي.
- السراج عمر النتائي.
- الزين عبد الرحمن الأنفاسي.
- زين الدين عبد القادر بن شعبان.
- شهاب الدين الصيرفي.

## مؤلفاته
له تصانيف كثيرة في الفقه والحديث والنحو، منها:
- عمدة السالك على مذهب مالك، ومختصرها: المقدمة العِزَّية للجماعة الأزهرية.
- ستة شروح على رسالة ابن أبي زيد القيرواني، الأول: غاية الأماني، والثاني: تحقيق المباني، والثالث: توضيح الألفاظ والمعاني، والرابع: تلخيص التحقيق، والخامس: الفيض الرحماني، والسادس: كفاية الطالب الرباني.
- شرحان على الجامع الصحيح للبخاري، الأول: «معونة القارئ لصحيح البخاري» في مجلد ضخم، فرغ من تأليفه في رمضان 921 هـ والثاني: «صيانة القارئ عن الخطأ واللحن في البخاري».
- شرحان على الآجرومية في النحو. شرح كبير وشرح متوسط، الأول: «الجوهرة المعنوية على الآجرومية»، والثاني: «الدرر المضية في شرح الآجرومية».
- شرح مختصر خليل.
- شرح صحيح مسلم.
- شرح الترغيب والترهيب للمنذري.
- تلخيص شرح السنوسي على أم البراهين.
- حاشية على العقائد للتفتازاني.
- شرح منازل السائرين.
- شرح القرطبية.
- شرحان على الخطبة والعقيدة.
- تحفة المصلي وشرحها.
- شفاء العليل في لغات خليل.
- الوسائل السنية من المقاصد السخاوية.[13]
- الجامع والزيادة الأسيوطية في الحديث.
- مناسك الحج.

## وفاته
توفي بالقاهرة في شهر صفر سنة 939 هـ / 1532 م، وفي بعض المصادر 930 هـ / 1524 م.

## وصلات خارجية
- أبو الحسن علي المنوفي المصري الشاذلي